# Địa lý Thụy Điển
Thụy Điển là một quốc gia ở Bắc Âu trên bán đảo Scandinavia. Thụy Điển có chung biên giới với Na Uy ở phía tây, Phần Lan ở phía đông bắc và biển Baltic và vịnh Bothnia ở phía đông và nam.
Thụy Điển có đường bờ biển dài ở phía đông và hệ thống núi Scandinavia (Skanderna) ở biên giới phía tây, một rặng núi làm thành biên giới tự nhiên giữa Thụy Điển và Na Uy. Thụy Điển có biên giới trên biển với Đan Mạch, Đức, Ba Lan, Nga, Litva, Latvia, và Estonia. Thụy Điển được nối với Đan Mạch ở phía tây nam bởi cầu Öresund. Với diện tích 449.964 km2, Thụy Điển là quốc gia rộng 55 trên thế giới, rộng thứ năm ở châu Âu và rộng nhất ở Bắc Âu.

## Địa hình

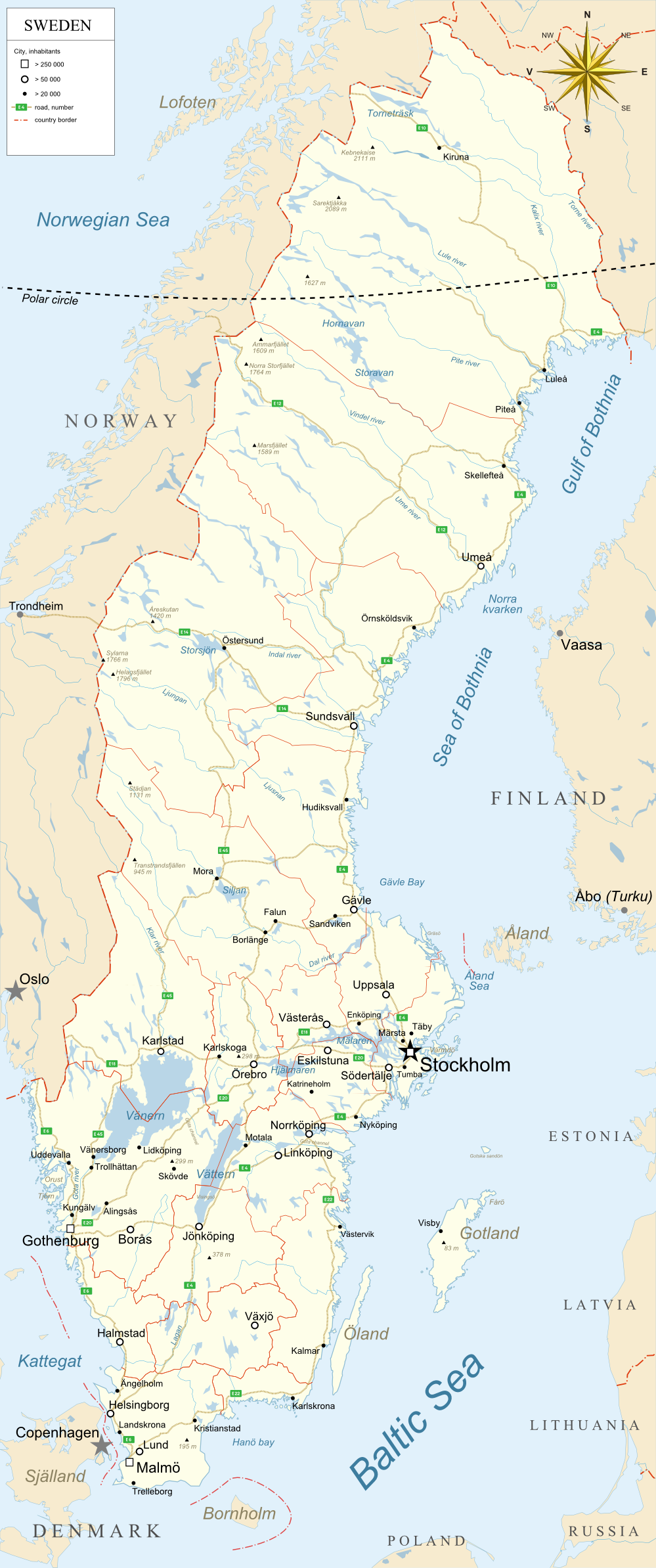
Bản đồ Thụy Điển.

Hầu hết lãnh thổ Thụy Điển được rừng bao phủ. Vào khoảng 78% diện tích nước này là rừng, các nông trại canh tác chỉ chiếm khoảng 1% diện tích sử dụng đất. Miền nam Thụy Điển là vùng nông nghiệp lớn, trong khi miền bắc là vùng rừng dày đặc. Đồi núi chiếm ưu thế ở miền tây. Khoảng 15% diện tích Thụy Điển nằm ở phía bắc của đường ranh giới Bắc cực.
Điểm thấp nhất Thụy Điển nằm trên vịnh của hồ Hammarsjön, gần Kristianstad với cao độ -2,41 m dưới mực nước biển. Điểm cao nhất là Kebnekaise ở độ cao 2.111 m trên mực nước biển.
Khu vực có mật độ dân số cao nhất là vùng Öresund ở miền nam và trong thung lũng hồ Mälaren gần Stockholm. Gotland và Öland là những hòn đảo lớn nhất của Thụy Điển; Vänern và Vättern là những hồ lớn nhất. Vänern là hồ lớn thứ ba ở châu Âu, sau các hồ Ladoga và hồ Onega ở Nga.
Thụy Điển có khoảng 39.030 km² diện tích mặt nước, bao gồm khoảng 95.700 hồ. Một số hồ được sử dụng để xây nhà máy thủy điện, đặc biệt là ở các hồ và sông lớn ở miền bắc. Hai hòn đảo lớn nhất là Gotland và Öland ở phía đông nam đất nước.

## Phân chia hành chính

### Các tỉnh
Thụy Điển có tất cả 25 tỉnh hay landskap, được phân chia dựa trên các yếu tố văn hóa, địa lý và lịch sử: Bohuslän, Blekinge, Dalarna, Dalsland, Gotland, Gästrikland, Halland, Hälsingland, Härjedalen, Jämtland, Lapland, Medelpad, Norrbotten, Närke, Skåne, Småland, Södermanland, Uppland, Värmland, Västmanland, Västerbotten, Västergötland, Ångermanland, Öland và Östergötland.
Mặc dù sự phân chia các tỉnh không có ý nghĩa về mặt chính trị hay hành chính, nó vẫn đóng vai trò quan trọng trong lòng tự hào địa phương của người dân. Các tỉnh thường đượng phân chia thành ba vùng lớn (các landsdelar): miền bắc Norrland, miền trung Svealand và miền nam Götaland. Vùng miền bắc Norrland rộng lớn nhưng dân cư thưa thớt chiếm khoảng 60% diện tích đất nước.

### Các hạt
Về mặt hành chính Thụy Điển được chia làm 21 hạt, hay các län. Ở mỗi hạt có một Hội đồng quản hạt hay các länsstyrelse do chính quyền trung ương chỉ định.
Ở mỗi hạt cũng lại có các Hội đồng hạt hay các landsting độc lập với các đại diện địa phương được bầu lên thông qua phổ thông đầu phiếu.
- K = Hạt Blekinge
- W = Hạt Dalarna
- I = Hạt Gotland
- X = Hạt Gävleborg
- N = Hạt Halland
- Z = Hạt Jämtland
- F = Hạt Jönköping
- H = Hạt Kalmar
- G = Hạt Kronoberg
- BD = Hạt Norrbotten
- M = Hạt Skåne
- AB = Hạt Stockholm
- D = Hạt Södermanland
- C = Hạt Uppsala
- S = Hạt Värmland
- AC = Hạt Västerbotten
- Y = Hạt Västernorrland
- U = Hạt Västmanland
- O = Hạt Västra Götaland
- T = Hạt Örebro
- E = Hạt Östergötland

Những chữ cái được liệt kê được sử dụng trên biển số đăng ký phương tiện giao thông tương ứng của từng hạt tại Thụy Điển cho tới năm 1973.

### Các huyện

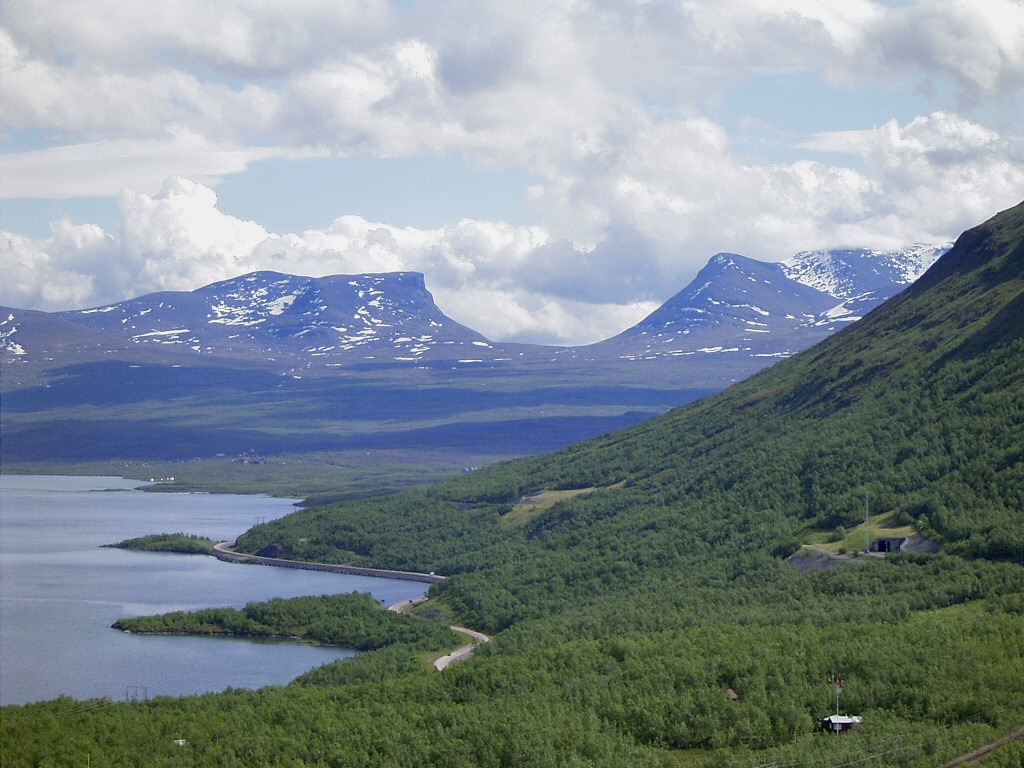
Dãy núi Lapporten ở Lapland.

Mỗi hạt lại chia thành các huyện, hay các kommuner. Số huyện ở một hạt thay đổi từ một (như ở hạt Gotland) tới 49 (như ở hạt Västra Götaland). Trên cả nước có tổng cộng 290 huyện.
Các huyện ở miền bắc thường có diện tích lớn, nhưng dân cư thưa thớt – huyện lớn nhất là Kiruna có diện tích bằng cả ba tỉnh miền nam Thụy Điển, (Scania, Blekinge và Halland) cộng lại, nhưng chỉ có dân số 25.000 người, với mật độ dân số khoảng 1 / km².

### Các thành phố

Mật độ dân số ở các hạt của Thụy Điển.
người/km²
0-9.9
10-24.9
25-49.9
50-99.9
100-199.9
200+

Các thành phố và thị trấn ở Thụy Điển không phải là những thực thể chính trị hay hành chính, nhưng độc lập với các huyện theo phân chia hành chính.
Thành phố lớn nhất, xét trên quy mô dân số, là thủ đô Stockholm ở miền đông, là trung tâm văn hóa và thông tin của Thụy Điển, với dân số 1.250.000 người. Thành phố lớn thứ hai là Gothenburg ở miền tây với dân số 510.000 người. Thành phố lớn thứ ba là Malmö ở miền nam với 258.000 dân.
Miền bắc có mật độ dân cư thưa thớt hơn miền nam và miền trung, chủ yếu vì thời tiết giá lạnh. Thành phố lớn nhất miền bắc là Umeå chỉ có 76.000 dân.

## Môi trường
Các nguồn tài nguyên thiên nhiên của Thụy Điển bao gồm đồng, thủy điện, quặng sắt, chì, bạc, gỗ, uranium và kẽm.
Mưa axit là vấn đề môi trường đáng ngại vì nó làm xói mòn đất canh tác và ô nhiễm các hồ nước, cũng như các biển Bắc và biển Baltic.